# Список ныне живущих архиереев Иерусалимской православной церкви
В списке представлены ныне живущие архиереи Иерусалимской православной церкви (Иерусалимского Патриархата).
Епископат Иерусалимской православной церкви насчитывает (на 15 мая 2025 года) 21 человек, все из них действующие архиереи (в том числе Предстоятель Церкви — Патриарх града Иерусалима и всей Палестины).
Список составлен в порядке старшинства епископской хиротонии (дата в скобках после имени).
Старейший по возрасту архиерей Иерусалимской православной церкви — архиепископ Синайский, Фаранский и Раифский Дамиан (Самардзис) (1935 года рождения, 90 лет); самый молодой — архиепископ Иерапольский Исидор (Факицас) (1973 года рождения).

## Патриаршество патриархаВенедикта

### Хиротонии 1973 года
1. Дамиан (Самардзис), архиепископ Синайский, Фаранский и Раифский, предстоятель автономной Синайской православной церкви (23 декабря 1973; на кафедре со дня хиротонии)

## Патриаршество патриархаДиодора

### Хиротонии 1984 года
1. Исихий (Кондояннис), митрополит Капитолиадский (26 марта 1984; на кафедре с 10 ноября 1991)

### Хиротонии 1988 года
1. Тимофей (Маргаритис), митрополит Вострский (21 февраля 1988; на кафедре с 12 февраля 1998)
2. Феофан (Хасапакис), архиепископ Герасский (19 марта 1988; на кафедре с 15 марта 1992)

### Хиротонии 1989 года
1. Кириак (Георгопетрис), митрополит Назаретский, экзарх всея Галилеи (14 сентября 1989; на кафедре с 11 ноября 1991)

### Хиротонии 1991 года
1. Алексий (Мосхонас), архиепископ Тивериадский (23 ноября 1991; на кафедре с июня 1996)

### Хиротонии 1998 года
1. Венедикт (Цекурас), митрополит Диокесарийский (9 февраля 1998; на кафедре с 25 сентября 2019)
2. Дорофей (Леоварис), архиепископ Авилонский (12 октября 1998; на кафедре со дня хиротонии)
3. Дамаскин (Гаганьярас), архиепископ Иоппийский (18 октября 1998; на кафедре со дня хиротонии)
4. Аристарх (Перистерис), архиепископ Константинский (19 октября 1998; на кафедре со дня хиротонии)

## Патриаршество патриархаИринея

### Хиротонии 2003 года
1. Иоаким (Кондовас), митрополит Еленопольский (23 марта 2003[1]; на кафедре с 2 декабря 2016)

### Хиротонии 2005 года
1. Феофил (Яннопулос), патриарх града Иерусалима и всей Палестины (27 февраля 2005; на кафедре с 22 августа 2005)

## Патриаршество патриархаФеофила III

### Хиротонии 2005 года
1. Мефодий (Ливерис), архиепископ Фаворский (11 декабря 2005; на кафедре со дня хиротонии)
2. Феодосий (Ханна), архиепископ Севастийский (24 декабря 2005; на кафедре со дня хиротонии)

### Хиротонии 2013 года
1. Димитрий (Василиадис), архиепископ Лиддский (9 марта 2013; на кафедре со дня хиротонии)
2. Макарий (Маврояннакис), митрополит Птолемаидский (10 марта 2013; на кафедре с 15 мая 2025)
3. Исидор (Факицас), архиепископ Иерапольский (16 марта 2013; на кафедре со дня хиротонии)
4. Филумен (Махамре), архиепископ Пелльский (17 марта 2013; на кафедре со дня хиротонии)
5. Нектарий (Селалмадзидис), архиепископ Анфидонский (24 марта 2013; на кафедре со дня хиротонии)

### Хиротонии 2018 года
1. Христофор (Аталла), архиепископ Кириакопольский (19 мая 2018; на кафедре со дня хиротонии)
2. Аристовул (Кириадзис), архиепископ Катарский (20 мая 2018; на кафедре с 15 мая 2025)

## Бывший архиерей, лишённый сана
1. Никифор (Балтадзис), бывший архиепископ Аскалонский (13 марта 1988; 18 октября 1994 лишён сана, но 10 апреля 2006 восстановлен в архиерействе и 11 мая 2006 назначен архиепископом Аскалонским; 15 декабря 2014 повторно лишён сана)